# Invasione anglo-russa dell'Olanda
L'invasione anglo-russa dell'Olanda, nota anche come spedizione di Helder, fu una campagna condotta tra il 27 agosto ed il 19 novembre 1799 durante la seconda coalizione antinapoleonica da un gruppo di forze anglo-russe nella penisola dell'Olanda settentrionale, nell'allora Repubblica Batava.
La campagna aveva due obbiettivi strategici: neutralizzare la flotta batava e promuovere una sommossa guidata dai sostenitori dello statolder, il principe Guglielmo V di Orange-Nassau contro il governo batavo. L'invasione trovò l'opposizione combinata delle forze franco-batave di quasi egual portata rispetto alla loro controparte anglo-russa. Tatticamente, le forze anglo-russe ebbero successo inizialmente, sconfiggendo i difensori nella battaglia di Callantsoog e nella battaglia di Krabbendam. Successivamente vennero combattute altre battaglie ma, dopo la battaglia di Castricum, il supremo comandante delle forze d'invasione, il principe Federico, duca di York e Albany propese per una ritirata strategica verso l'originale testa di ponte nella parte più a nord della penisola. Come conseguenza, venne negoziato un accordo col supremo comandante delle forze franco-batave, il generale Guillaume Marie Anne Brune che permise alle forze anglo-russe di evacuare le loro postazioni senza aggressioni.

## Antefatto
La Repubblica delle Sette Province Unite era stata uno dei membri della Prima coalizione che si oppose alla Francia rivoluzionaria dopo il 1792. Nel 1795, alla fine della campagna delle Fiandre, le forze dello statolder principe Guglielmo V di Orange-Nassau, con gli alleati inglesi ed austriaci, vennero sconfitte dalle forze francesi al comando del generale Charles Pichegru, supportato da un contingente di patrioti olandesi e rivoluzionari comandati dal generale Herman Willem Daendels. La Repubblica delle Sette Province Unite venne rovesciata; lo statolder abbandonò il paese per raggiungere Londra e venne proclamata la Repubblica Batava. Malgrado la conquista della vecchia repubblica nel 1795 la guerra non era sul punto di finire; i Paesi Bassi avevano solo cambiato schieramento ed ora partecipavano a pieno agli scontri, pur con un cambio di ruolo.
La Francia aveva un ottimo esercito ma una scarsa marina e per questo l'appoggio dell'Olanda risultò essenziale per battere in particolare gli inglesi che della marina facevano uno dei loro perni principali in guerra. Nel 1796, sotto i dettami della nuova alleanza, gli olandesi iniziarono un programma di costruzione navale per scopi bellici. Ad ogni modo, la gestione delle nuove navi risultava un problema, dal momento che gli ufficiali della vecchia marina erano tutti strenuamente orangisti. Persone come l'"Eroe di Doggerbank" Jan Hendrik van Kinsbergen si erano ritirati dal loro servizio piuttosto che servire il governo rivoluzionario. La nuova marina venne pertanto guidata da persone come Jan Willem de Winter che, pur disponendo di notevole esperienza politica, in campo militare avevano avuto solo esperienze occasionali. Questo portò inevitabilmente alla resa nella baia di Saldanha nel 1796, e nella battaglia di Camperdown nel 1797.
In quest'ultima battaglia la marina batava ottenne però maggiore credibilità internazionale, ma questo non fu sufficiente per evitare di perdere il tutto, e la repubblica dovette ricominciare il proprio programma di costruzione navale. Questo programma portò le armate batave ad avere una sufficiente forza da poter incominciare a divenire un problema per la Gran Bretagna oltre a rappresentare un potenziale contributo ai francesi nel caso in cui questi avessero tentato di invadere l'Inghilterra o l'Irlanda. La Prima coalizione crollò nel 1797, ma la Gran Bretagna trovò ben presto un nuovo alleato nella Russia dello zar Paolo I. I nuovi alleati ottennero alcuni successi via terra nella guerra contro la Francia, in particolare contro gli stati fantoccio della Repubblica Cisalpina e della Repubblica Elvetica dove le armate della Seconda coalizione riuscirono a respingere i francesi al fronte già dall'inizio del 1799.
Gli inglesi, ed in particolar modo il primo ministro William Pitt il giovane, erano intenzionati a sfruttare il momento per attaccare l'"impero" francese e distruggerlo. La Repubblica Batava sembrò essere la giusta opportunità per stoccare uno di questi primi attacchi, col principe d'Orange a loro sostegno con le sue forze, e con gli agenti orangisti a servizio degli eserciti alleati contro la Francia. Un incentivo notevole a questo fatto fu l'accordo sottoscritto con i russi il 28 dicembre 1798. In questo accordo lo zar Paolo I avrebbe piazzato 45 000 russi a disposizione della Coalizione in cambio di sussidi da parte dell'Inghilterra. Questa convenzione venne ulteriormente dettagliata da un accordo di supporto sottoscritto il 22 giugno 1799 dove Paolo I promise di fornire diciassette battaglioni di fanteria, due compagnie d'artiglieria e una compagnia di pionieri, oltre ad uno squadrone di ussari, per la spedizione in Olanda: 17 593 uomini in totale. In cambio, la Gran Bretagna avrebbe pagato un sussidio di 88 000 sterline oltre alla somma di 44 000 sterline al mese mentre le truppe erano impegnate negli scontri. La Gran Bretagna stessa mise in campo 13 000 uomini, in gran parte per il supporto e le scorte navali su vascelli.

## La campagna

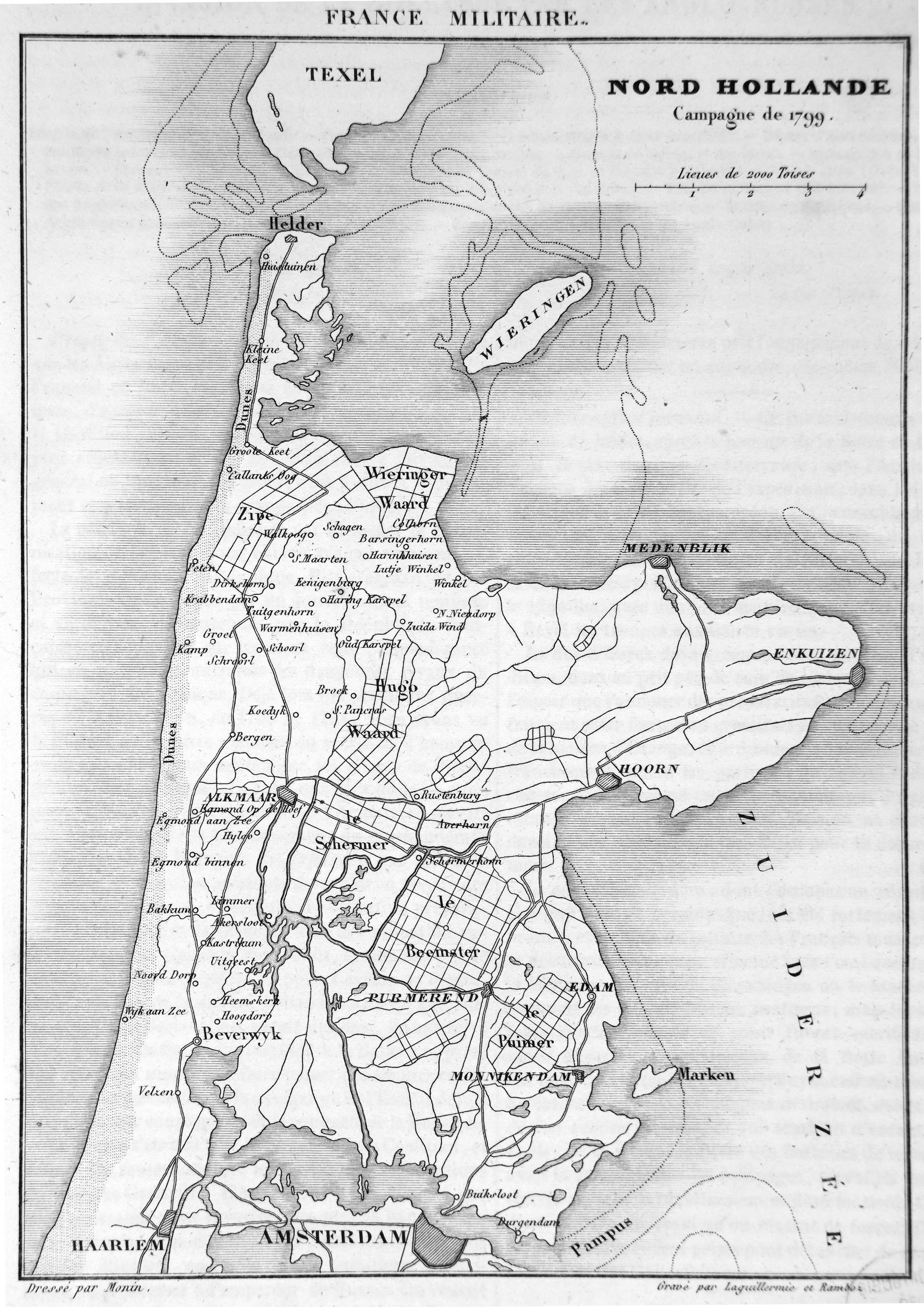
Mappa contemporanea dell'Olanda settentrionale

A quello status delle cose, la spedizione combinata era ormai pianificata e si trattava semplicemente di gestirla in campo militare. Pitt comprese che, come la popolazione italiana e svizzera, gran parte degli olandesi avrebbe supportato positivamente l'invasione di stati esteri per liberare la loro terra dai francesi. Secondo lo storico inglese Simon Schama: "Una volta che lo stendardo degli Orange venne levato, sembrò che tutto l'esercito batavo sarebbe lentamente passato tra le linee della Coalizione e che sino all'ultimo uomo la repubblica avrebbe collassato sotto queste incessanti pressioni." Queste aspettative furono deluse.

### I preparativi
Le forze britanniche vennero assemblate nei pressi di Canterbury sotto il comando del tenente generale sir Ralph Abercromby. Esse erano perlopiù composte da volontari provenienti dalla milizia che da poco era stata ammessa a supporto del servizio regolare nei reggimenti. Mentre i trasporti inglesi al comando dell'ammiraglio Popham salpavano da Reval per recuperare il contingente russo, le truppe inglesi procedevano con velocità via terra. Venne pertanto deciso di non attendere il ritorno di Popham ma di inviare subito una divisione al comando del generale Abercromby a stabilire una testa di ponte nella speranza che le truppe russe ed una seconda divisione sotto il comando del comandante della spedizione, il principe Federico, duca di York e Albany, avrebbe facilmente potuto a quel punto sbarcare sul continente.
La questione era semmai dove questo sbarco anfibio avrebbe potuto aver luogo con maggior successo. Vennero considerati diversi luoghi lungo le coste olandesi, ma molti strateghi propesero per la foce del fiume Mosa, presso Scheveningen, offrendo così l'opportunità di spiegare facilmente le forze a disposizione nei pressi delle forze francesi nella Repubblica Batava. Ad ogni modo, questi luoghi presentavano la difficoltà di essere difficilmente raggiungibili via mare in quanto tali acque erano difficilmente navigabili. Venne dunque prescelta la parte settentrionale della penisola olandese che disponeva di acque più profonde e poteva facilmente godere del supporto via mare da parte degli inglesi dal mare del Nord. L'area inoltre era ideale per un'invasione in quanto poco fortificata e gran parte della flotta (un importante obbiettivo della spedizione) era dislocata proprio nell'area, non lontana inoltre dalla strategica città di Amsterdam. L'area a sud di Den Helder venne prescelta come luogo dello sbarco.
Gli inglesi non tennero segreti i loro preparativi e le autorità francesi e batave vennero presto a conoscenza dei piani d'invasione. Ciò che ad ogni modo era ignoto ai rivoluzionari era l'esatto punto di sbarco degli alleati. L'esercito batavo al tempo era composto da due divisioni (ciascuna da circa 10 000 uomini), una al comando del tenente generale Daendels, l'altra comandata dal tenente generale Jean-Baptiste Dumonceau. Quest'ultimo aveva preso posizione in Frisia e nella provincia di Groninga per proteggere gli sbarchi dal mare di Wadden o possibili incursioni da est. Daendels invece si era posizionato nella parte settentrionale dell'Olanda del nord, con quartier generale a Schagen. Le truppe francesi (solo 15 000 del totale di 25 000 uomini previsti dal Trattato dell'Aia) erano divise tra la Zelanda (altro punto strategico per lo sbarco, dove nel 1809 ebbe luogo la spedizione di Walcheren), e la parte centrale del paese, nell'area tra le coste e la città di Nimega nell'entroterra. L'intero esercito franco-batavo venne posto sotto il comando del generale francese Brune.

### Lo sbarco a Callantsoog e la resa della flotta batava

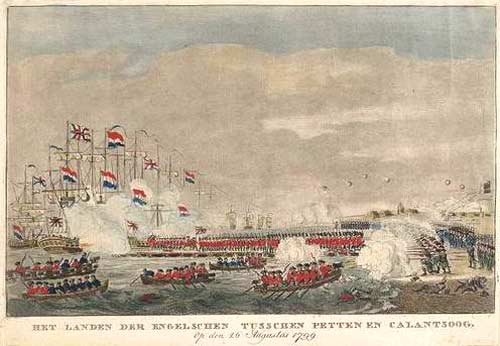
Sbarco delle forze britanniche a Callantsoog

L'invasione incontrò in un primo tempo notevoli successi. La flotta olandese, al comando del contrammiraglio Samuel Story, riuscì ad evitare la battaglia, consentendo così lo sbarco delle truppe inglesi presso Callantsoog il 27 agosto 1799, senza opposizione. Il generale Daendels venne sconfitto nella battaglia di Callantsoog ove tentò di prevenire la costituzione di una testa di ponte da parte del general Abercromby. Questo fu dovuto essenzialmente al fatto che egli fu costretto a dividere le proprie forze, dal momento che la natura del campo di battaglia, presso delle colline naturali e la spiaggia del mare del Nord nonché delle vicine paludi. Per via di problemi di comunicazione, la sua ala destra non venne mai completamente informata dei fatti, e la parte sinistra delle sue forze si trovò presa negli scontri. Gli inglesi si servirono proficuamente del supporto delle navi da bombardamento che si erano portati appresso, evitando così gli scontri via terra ed infliggendo notevoli perdite agli olandesi.
Daendels quindi concluse che la fortezza di Helder non poteva essere tenuta oltre ed evacuò la sua guarnigione, offrendo agli invasori la loro prima base fortificata sul continente. Questa decisione diede prova di essere disastrosa per il morale olandese: la vista del vessillo dello statolder ereditario, che ben presto prese parte con le sue forze alla spedizione, mise in luce la fedeltà di gran parte degli ufficiali della marina olandese nel Zuiderzee. Quando l'ammiraglio Story decise di scontrarsi con la flotta britannica, si trovò un ammutinamento dei suoi stessi marinai, in quanto vi erano molti orangisti tra i suoi ufficiali, tra cui i capitani Van Braam e Van Capellen. Questo portò all'incidente di Vlieter, la resa il 30 agosto dell'intera fotta repubblicana con 632 cannoni e 3700 marinai all'ammiraglio Mitchell, senza sparare nemmeno un colpo. Successivamente, il principe si recò a bordo della nave ammiraglia di Story, la Washington, per ricevere gli ammutinati e complimentarsi con loro.

### Krabbendam
Le forze di terra olandesi erano, ad ogni modo, meno suscettibili alla forza di persuasione del principe d'Orange, così come la popolazione dell'Olanda del nord e così si dirà poi che l'invasione, pur risultando infruttuosa, ebbe modo di dimostrare come la repubblica internamente divisa fosse stata in grado di ricompattarsi contro l'invasore. L'arrogante proclamazione del principe che intimava perentoriamente agli olandesi di arrendersi all'esercito d'Orange, non venne recepito positivamente da parte dei cittadini dell'Olanda che già non erano propensi a restaurare lo stadholderato dove peraltro godevano di meno poteri. Non stupì pertanto che la richiesta di una sommossa popolare in favore del vecchio statolder a Lingen incontrò una certa indifferenza presso il popolo. Altre incursioni orangisti nella parte orientale dei Paesi Bassi ed in Frisia ottennero poco successo. Ad ogni modo, l'Uitvoerend Bewind della Repubblica Batava dichiarò la legge marziale per l'emergenza riscontrata e contro i partigiani dello statolder, al punto che la freule (baronessa) Judith Van Dorth tot Holthuizen venne riconosciuta colpevole di sedizione e ghigliottinata.
Nel frattempo, le forze franco-batave sul fronte nord olandese erano state rinforzate. Il generale Brune ottenne una divisione francese dal generale Dominique Vandamme ed ordinò al generale Dumonceau di prendere gran parte della sua 2ª divisione batava in forze e di marciare dalla Frisia in suo soccorso. Quest'ultimo giunse il 9 settembre a Alkmaar; l'esercito franco-batavo disponeva ora di circa 25 000 uomini disponibili contro i 20 000 inglesi. Notando la propria superiorità numerica ed aspettandosi rinforzi degli inglesi da un giorno all'altro, Brune decise di attaccare subito le posizioni di Abercromby. I britannici riuscirono a prevalere nella battaglia di Krabbendam presso Alkmaar il 10 settembre, dove i batavi e i francesi vennero battuti. La via verso Krabbendam, uno dei punti focali dello scontro, era uno dei luoghi d'accesso ma risultava facilmente difendibile.
Il piano originale era quello di attaccare entrambe le divisioni batave presenti, ma dal momento che la divisione comandata da Daendels venne costretta a prendere una strada più ad est, solo la divisione di Dumonceau venne condotta alla sconfitta. Questa divisione non poté nemmeno essere dispiegata completamente per la natura ancora una volta del suolo e dovette soccombere sotto il 20º fanteria inglese. Altrove, la divisione francese del generale Vandamme non fu in grado di coprire gli ostacoli rappresentati dal canale e dalla diga dietro di lui, che proteggeva da un lato le truppe inglesi. Vandamme non riuscì dunque ad attaccare il fianco destro di Abercromby come pianificato. Mentre gli inglesi avevano un'evidente superiorità navale, sia sul mare del Nord che sul mare di Zuider, i rinforzi inglesi comandati dal duca di York (che assunse il comando supremo dell'operazione) e le truppe russe al comando del generale Ivan Ivanovitch Hermann von Fersen poterono sbarcare facilmente a Den Helder. Le forze combinate raggiunsero ben presto il numero di 40 000 contro i 23 000 franco-batavi.

### Bergen

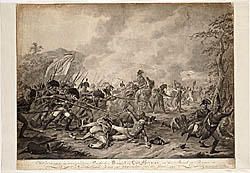
Cattura del tenente generale Hermann a Bergen

Il duca di York decise a questo punto di mostrare la propria superiorità numerica con un'azione fulminea. Egli si preparò quindi per un attacco frontale, ma ancora una volta i problemi che si dovettero fronteggiare erano essenzialmente relativi al terreno, stretto tra il mare e una linea di colline. Al tempo della battaglia di Bergen che ebbe inizio il 19 settembre, la zona era inoltre presa dall'alta marea che creava la presenza di vaste aree acquitrinose e paludi. Il duca di York mise in piedi un piano di attacco a doppio sviluppo contro l'esercito franco-batavo: egli divise le sue forza in quattro colonne. La colonna più a destra, al comando del tenente generale Hermann, con 9 000 russi e 2 500 inglesi, partì da Petten e Krabbendam avendo per obbiettivo il villaggio di Bergen. A fianco di questa colonna marciavano 6 500 uomini anglo-russi al comando del tenente generale Dundas aventi per obbiettivo Schoorldam.
La successiva colonna, composta da 5 000 uomini al comando del tenente generale Pulteney aveva per obbiettivo l'area di Langedijk con Oudkarspel e Heerhugowaard. Infine, la quarta colonna era composta da 9 000 fanti e 160 cavalieri al comando del tenente generale Abercromby, con l'intento di attaccare il fianco destro dei franco-batavi, raggiungendo dapprima Hoorn e poi proseguendo a sud verso Purmerend. L'attacco ad ogni modo presentò non pochi problemi organizzativi: le truppe russe avevano già iniziato le operazioni alle 3 di mattina sfruttando l'oscurità, ottenendo così un vantaggio sulle truppe francesi sul lato sinistro, ma subirono non poche perdite anche per colpa del fuoco amico dal momento che i loro stessi commilitoni non erano in grado di distinguerli nella mischia. Il gruppo raggiunse e prese Bergen, ma venne contrattaccato dai rinforzi francesi che marciavano da Egmond aan Zee. I russi, respinti da Bergen, si ritirarono in disordine e nella confusione il generale Hermann venne fatto prigioniero di guerra.

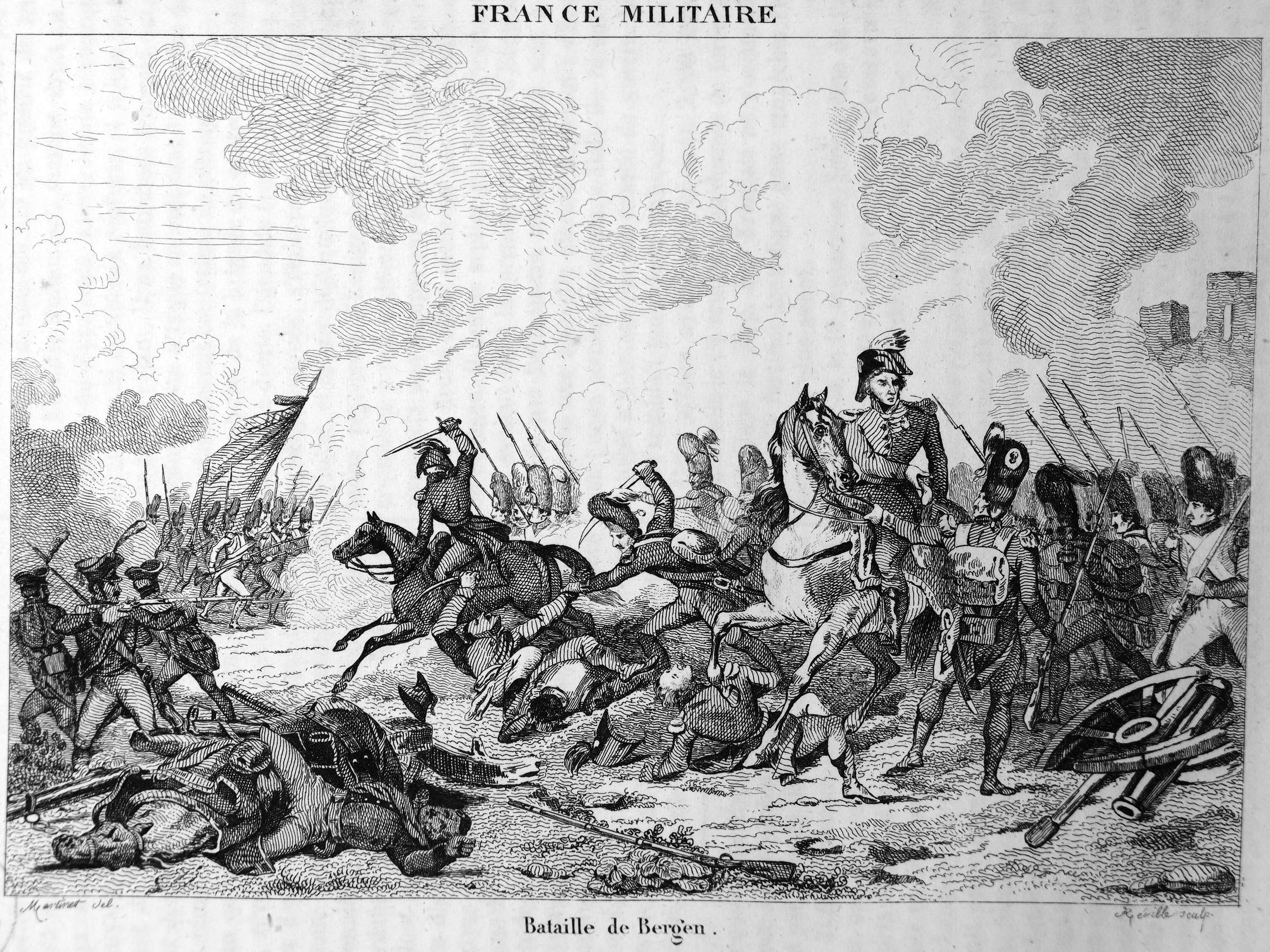
Illustrazione della battaglia di Bergen

La colonna del generale Dundas (accompagnato dal comandante in capo, il duca di York) procedeva lentamente dalla sua partenza a causa degli ostacoli naturali incontrati sul terreno, dal momento che inoltre i difensori avevano rimosso i ponti presenti per superare le aree paludose che stagionalmente si creavano. Mentre la colonna avanzava verso Schoorldam, i difensori della posizione, il generale Dumonceau con la 2ª divisione batava, ebbero tutto il tempo di lanciare un attacco mirato a Bergen contro i russi, attendendo poi gli inglesi. Quando Dundas raggiunse infine Schoorldam, Dumonceau era stato ferito ed era stato sostituito da poco col generale Bonhomme che però non era riuscito a mantenere le redini dello scontro. Gli olandesi si erano ritirati in disordine ma gli inglesi non avevano saputo cogliere quest'occasione, attirati dalla recente sconfitta dei russi a Bergen, preferendo fare ritorno alle loro posizioni iniziali.
La terza colonna, coi generali Pulteney, Don e Coote, trovarono anch'esse delle difficoltà sul terreno. Questa colonna seguì la strada costiera per Oudkarspel dove la 1ª divisione batava del generale Daendels aveva costruito alcune opere belliche e fortificazioni. Il primo attacco a queste posizioni si rivelò un disastro e gli inglesi caddero nel panico sotto l'artiglieria olandese. Da questo scontro gli inglesi non ottennero alcun vantaggio territoriale rispetto ai nemici, ma procurarono non poche perdite ai batavi e diversi furono i prigionieri catturati. Infine, l'ultima colonna al comando del generale Abercromby raggiunse Hoorn cercando di sorprendere la guarnigione della città che era composta da pochi uomini. Hoorn venne occupata ma dopo il ritiro delle altre colonne anglo-russe, anche Abercromby ebbe l'ordine di ritirarsi perché da solo non sarebbe stato in grado di difendere le proprie posizioni recentemente acquisite e per questo anche il suo successo si dimostrò vano. In conclusione, lo scontro non ebbe guadagni territoriali ma portò a perdite sostanziali del personale su ambo le parti.

### Alkmaar e Castricum
Lo scontro successivo venne combattuto ad Alkmaar. Il campo vide sin dal primo momento il successo tattico degli anglo-russi, come conseguenza strategica della loro superiorità numerica. Alkmaar era inoltre stata abbandonata volontariamente dalle truppe franco-batave e fu tra le prime città ad issare lo stendardo dello statolder. Gli anglo-russi persero nello scontro 2 200 uomini tra morti e feriti, oltre a diversi ufficiali (nove sul campo di battaglia). Le perdite della fazione opposta vennero stimate a circa 3 000 in tutto. Per diversi giorni gli inglesi furono in grado di mantenere le loro posizioni in gran parte della penisola olandese a settentrionale, tra cui il controllo delle principali città.
Ad ogni modo, grandi estensioni di questo territorio, tra cui le ricche piantagioni presso Schermer, Beemster e Purmer, vennero allagate di proposito dall'esercito batavo che ruppe le dighe locali per lasciare che l'inondazione colpisse le posizioni nemiche. L'ultimo scontro si ebbe a Castricum quando il villaggio passò dagli anglo-russi in mano ai franco-batavi diverse volte sino a quando il dominio inglese terminò con la perdita di 2536 uomini e 11 cannoni, mentre le perdite franco-batave si attestavano a 1382. Quest'ulteriore sconfitta persuase il duca di York a ritenere indifendibile la sua posizione. Fu a questo punto che gli austro-russi cercarono il modo di capitolare in maniera onorabile grazie alla stesura ed alla firma della Convenzione di Alkmaar, accordandosi col nemico per un'evacuazione della penisola dal 19 novembre 1799.

## Conseguenze
La capitolazione si dimostrò una scelta saggia per gli inglesi ed i loro alleati russi che ebbero l'occasione di evacuare le loro truppe in sicurezza senza ulteriori scontri dannosi. I rapporti iniziali sulla condotta delle truppe russe non furono particolarmente favorevoli, al punto che il duca di York inviò personalmente una lettera allo zar Paolo I di Russia per esprimergli il suo personale dispiacere per le azioni compiute da buona parte dei reggimenti russi. Il pubblico ed il parlamento inglesi si dimostrarono invece positivamente colpiti dalla condotta delle loro truppe nazionali. Sia l'ammiraglio Mitchell che il generale Abercromby ottennero degli encomi da parte del parlamento e ricevettero delle spade d'onore del valore di 100 ghinee, dalla Città di Londra. Mitchell venne nominato Compagno dell'Ordine del Bagno.
Ad ogni modo, quando il fallimento della spedizione divenne chiaro e i suoi costi vennero esposti al pubblico, il sentimento popolare cambiò. In parlamento, il leader dell'opposizione, Richard Brinsley Sheridan si scagliò notevolmente contro il governo in un suo discorso tenutosi il 9 febbraio 1800 alla Camera dei comuni. Per la Repubblica Batava le perdite materiali durante la spedizione furono notevoli. La marina batava aveva perso in tutto 16 navi di linea, 5 fregate, 3 corvette e 1 brigantino. In Francia la spedizione fu uno dei punti che contribuirono (assieme ai combattimento in Svizzera) alla caduta del Direttorio che sarà poi definitivamente portato al fallimento dal colpo di Stato del 18 brumaio da parte di Napoleone Bonaparte.